# Catch Bull at Four
Catch Bull at Four är ett musikalbum av Cat Stevens som släpptes i september 1972 på skivbolaget Island Records. Där texterna på hans förra skiva Teaser and the Firecat var hoppfulla är de här mer bekymrade och allvarsamma. "Can't Keep It In" släpptes som singel från skivan och blev en av Stevens större hitlåtar i Europa, i USA var det dock albumets inledande låt "Sitting" som blev skivans hit.

## Låtlista
1. "Sitting"
2. "Boy With a Moon & Star on His Head"
3. "Angelsea"
4. "Silent Sunlight"
5. "Can't Keep It In"
6. "18th Avenue"
7. "Freezing Steel"
8. "O Caritas"
9. "Sweet Scarlet"
10. "Ruins"

## Listplaceringar
| Lista (1972)   | Position            |
| -------------- | ------------------- |
| Australien     | 1 (Go Set)          |
| Finland        | 10                  |
| Italien        | 8 (Musica e Dischi) |
| Kanada         | 1 (RPM)             |
| Nederländerna  | 2                   |
| Norge          | 3 (VG-lista)        |
| Storbritannien | 2 (UK Albums Chart) |
| Sverige        | 13 (Kvällstoppen)   |
| USA            | 1 (Billboard 200)   |
| Västtyskland   | 17                  |